# Get Real Love 〜GOLDFINGER'009〜
「Get Real Love 〜GOLDFINGER'009〜」（ゲット・リアル・ラヴ・ゴールドフィンガー・ダブルオーナイン）は2009年9月2日に発売された郷ひろみ93作目のシングル。

## 概要
前作「男願 Groove!」から約4ヶ月ぶりのシングル。今作は76作目のシングル「GOLDFINGER'99」発売10周年記念作品となった。プロモーションとして、1999年8月以来となるゲリラ・ライブを道頓堀の船上にて敢行した。

## 収録曲
1. Get Real Love 〜GOLDFINGER'009〜（3：51）
作詞・作曲：ドラコ・ロサ、デズモンド・チャイルド
補作詞：ma-saya
補作曲：3rd Productions
編曲：DJ TAKI-SHIT、REO
「GOLDFINGER'99」をサンプリングして制作された[1]。
2. GOLDFINGER'99 〜10th Anniversary Remix〜（4：08）
作詞・作曲：ドラコ・ロサ、デズモンド・チャイルド
日本語作詞：康珍化
リミックス：BUZZER BEATS
76作目シングルのリミックス・ヴァージョン。
3. Get Real Love 〜GOLDFINGER'009 〜 (Instrumental)

## 参加ミュージシャン
- 郷ひろみ：Vocal (#1,2)

Additional Musician
- DJ TAKI-SHIT：Programmed (#1,3)
- REO：Programmed (#1,3)
- 大野晃：Guitar (#1,3)

## 収録アルバム
- one and only… (#1)